# Andrzej Stękała
Andrzej Stękała (Zakopane, 30 de junio de 1995) es un deportista polaco que compite en salto en esquí. Es abiertamente homosexual.
Ganó una medalla de bronce en el Campeonato Mundial de Esquí Nórdico de 2021, en la prueba de trampolín grande por equipo.

## Palmarés internacional
| Campeonato Mundial | Campeonato Mundial    | Campeonato Mundial | Campeonato Mundial |
| Año                | Lugar                 | Medalla            | Prueba             |
| ------------------ | --------------------- | ------------------ | ------------------ |
| 2021               | Oberstdorf (Alemania) | Medalla de bronce  | TG por equipo      |